# 爆竹

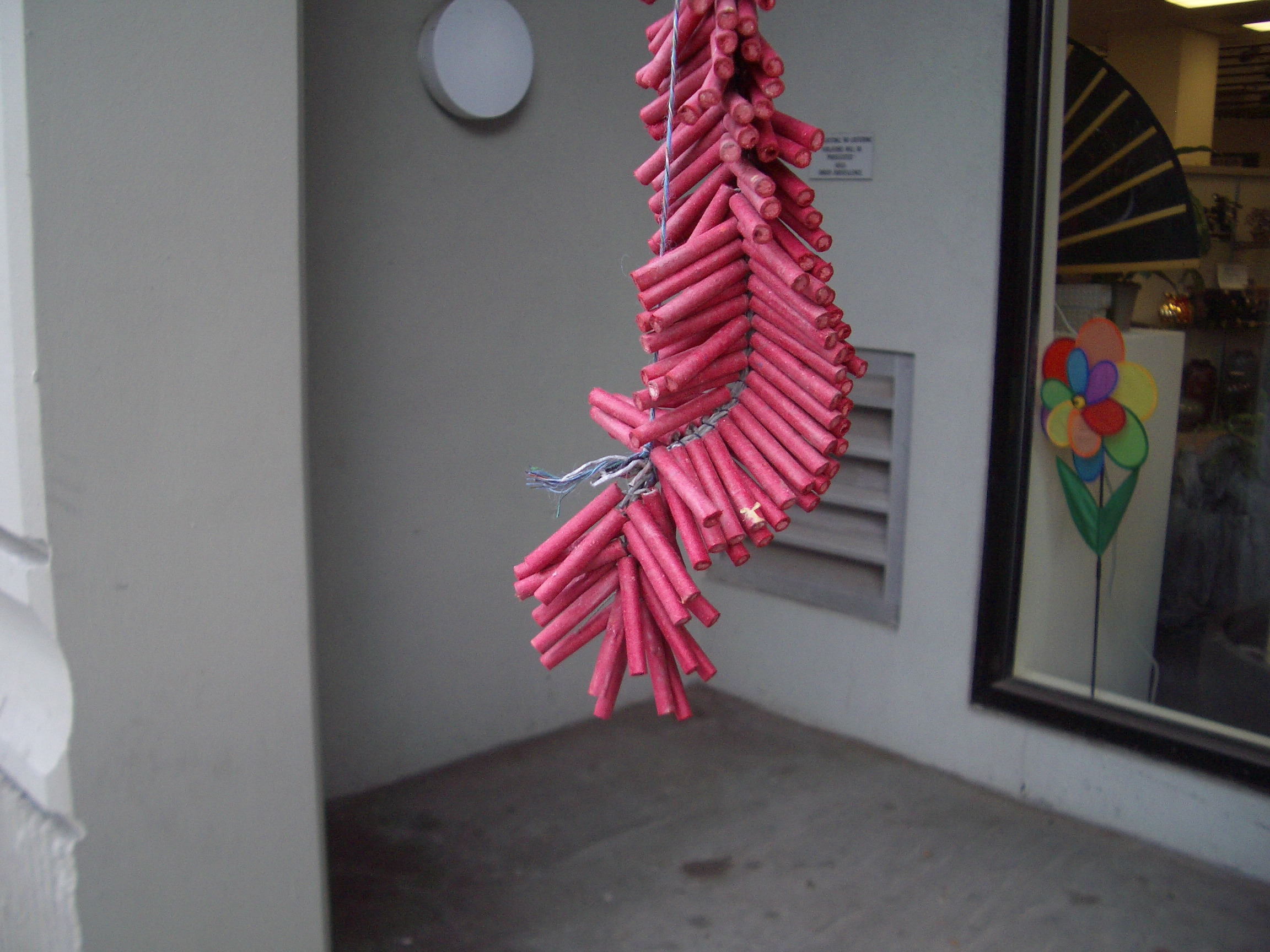
吊された一連の爆竹

爆竹（ばくちく）は、花火の一種。本来は焚火に竹をくべて爆ぜさせる風習をいった。北京では春節（旧正月）の風物詩とされる。

## 概要
爆竹は竹筒や紙筒に火薬を詰めて導火線に点火、爆発させ、大きな音を鳴らす花火である。他の花火とは異なり爆発音発生を目的とし、閃光は発するが見た目に美しい火花を噴出することはない。日中には破裂音とその破片が飛び散る様を楽しみ、夜間では連続して破裂した際の音と閃光を楽しむ。現代の爆竹に使われている火薬は「アルミ爆」あるいは「音薬A」と呼ばれる銀色の微粉末で、主成分は過塩素酸カリウム約70%とアルミニウム約30%である。
日本で玩具として用いられているものは長さ2 - 2.5センチメートル・太さ3 - 4ミリメートルほどで2 - 4センチメートル程の導火線が付いた小さくカラフルな着色が成された紙筒が、約20本前後を板状に並べられて導火線を束にしたものが箱詰め・袋詰されて売られている。
中国を中心にイベントやセレモニーで用いる大型の爆竹は、大型の爆竹を数十本から数百本、時には櫛形に連結し、導火線の端にある紙紐の輪を竿や紐を使って束のまま吊るし、導火線に点火する事で、落下しながら連続的に破裂音を立てて燃焼する。燃焼中は周囲に破裂した紙筒の破片が大きく散乱するなど爆発力が極めて強いものもある。

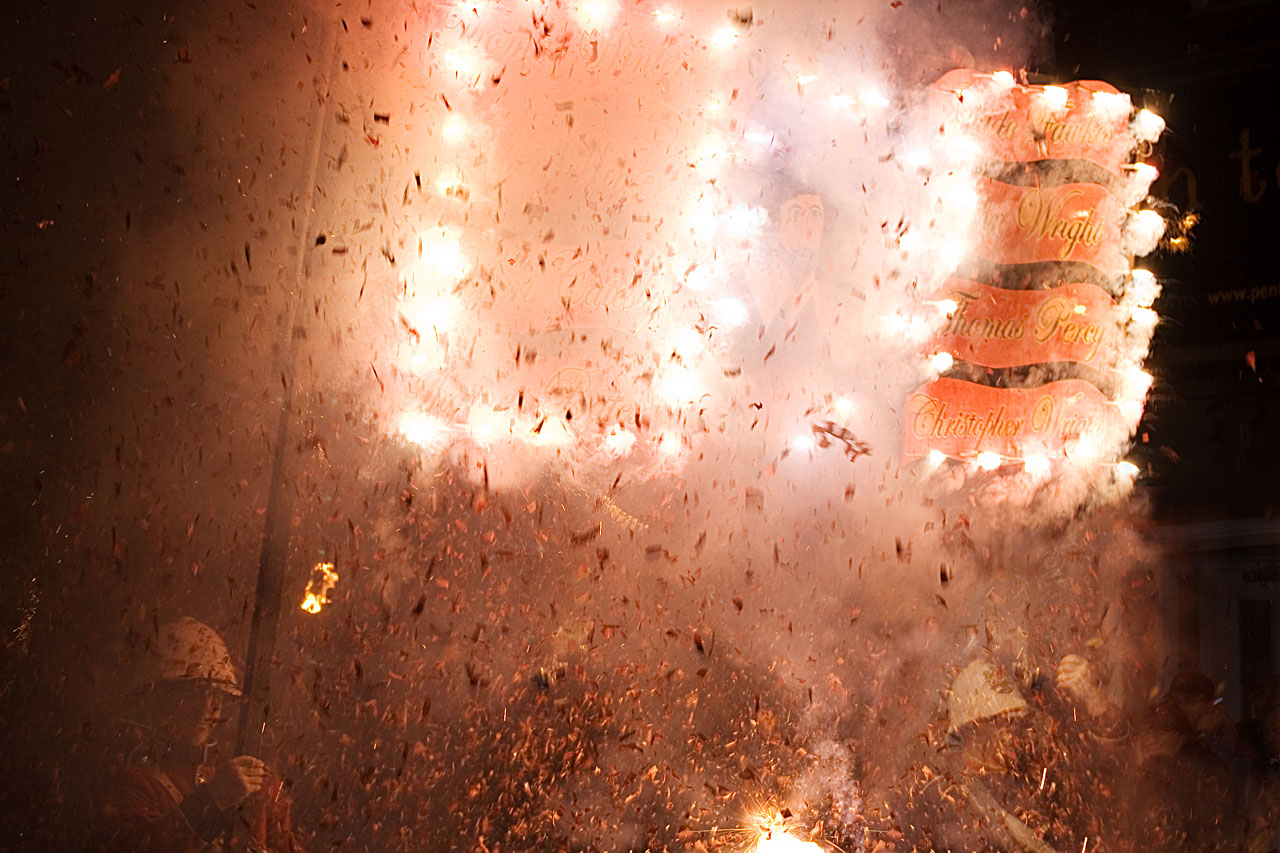
爆竹の爆発

## 中国における爆竹
爆竹は漢代に行われていた悪鬼及び疫病の駆逐するため竹を焚火にくべて爆ぜさせた風習に由来する。『神異経』・『西荒経』によれば、西方の山奥に人間の姿をした一本足の怪物山魈が棲んでおり、山魈に出会った人間は高熱を発し苦しみながら死んで行くとされていた。伝承では春節の際に山魈は山から人里に下りてくるため、人々は春節を非常に恐れていたとされる。
ある日とある農民が山で竹を伐採し家に帰ろうとした際、肌寒く感じた農民は竹に火を付けて暖を取っていた時に山魈と遭遇した。驚いた農民は火の付いた竹を捨てて逃げ出したが、山魈も火のついた竹がパチパチと音を立てていることに驚き山に逃げ戻った。
山魈の弱点を知った人々は毎年正月になると各家庭で竹を燃やし、それに恐れをなした山魈は再び人里に現れ人々を苦しめることは無くなったとされる。
南北朝時代では竹を燃やす原始的な爆竹は一般的となっており、『荊楚歳時記』では上記の故事が紹介されている。
火薬が発明されると火薬を使用した爆竹も作られるが、爆竹の用語はその後も使用されていた。唐初、某地方で毎年のように疫病が発生し、李田という人物が火薬を竹筒に詰めて爆発させ邪気を払ったとされる。それまでの爆竹より大きな音の出る爆竹は人々に受け入れられ、宋代になると竹筒の代わりに紙筒を用いた現代と同様の爆竹が作成されるようになった。また宋代には爆竹を串状に連ねた編炮が製作され、爆竹の音が長時間持続するさまが人が鞭を打つ音に似ていることから鞭炮とも称されるようになり、現代中国語にもこの言葉が継承されている。
明から清代にかけて爆竹は更なる発達を見せ、『紅楼夢』などの小説にも爆竹に関する記載が見られ数多くの種類があったことが推察される。またこの時期になると山魈を追い払うという本来の意味以外に、神を迎える（迎神）として使用されることが多くなり、中国では春節以外に元宵節や端午節、中秋節といった他の節日や、結婚や誕生日、商店の新規開店などの祝い事に欠かせない道具として用いられている。特に春節の祝賀として爆竹を用いる光景は、日本においても各地の中華街で見ることができる。
現在中国では各種爆竹が生産され、地方都市を中心に販売されている。小型なものとしては直径3mm、長さ1cm程度の商品から、大型のものとしては直径1cm、長さ5cmの商品などが販売されている。大型爆竹に関してはその威力が強いため取扱上の問題から毎年死傷者の発生が報道されており、また北京市や深圳市などの大都市ではその使用に一定の規制が行われている。安全性での問題や深刻化する大気汚染への懸念もあり、爆薬を使わない「電子爆竹」や「爆竹アプリ」なども使われるようになっている。

## 日本における爆竹
日本でも古くから小正月や節分の催事として「爆竹」と呼ばれるものがあったようで、鎌倉時代の1251年（建長3年）1月16日、後嵯峨上皇が爆竹を見たという記事がみえている（『辨内侍日記』）。ただしこれは青竹を燃やし音を立てるもので、火薬を用いたものではない。この催事は現在でもドンド焼きや左義長と呼ばれて各地に伝承されている。戦国時代でも『信長公記』の記述で、天正9年（1581年）正月8日に、近江衆に対して爆竹（さぎっちょう、左義長）をするので用意をするよう命じる記録が見られ、当日、爆竹で馬を疾駆させ、町まで乗り出したとある。
中国から流入した爆竹の文化は日本でも定着し、玩具として使用されるほか、地域によっては祭礼などに用いられる。長崎県内各地でお盆期間に行われる精霊流しが特に有名であり、その他、手筒花火などの火薬文化で知られる愛知県豊橋市も有名で、神社の境内で爆竹を鳴らしたり、爆竹を鳴らしながら神輿を担ぐ風習がみられる。豊橋市を中心とする東三河地域の他、岐阜県の手力の火祭での使用例なども知られる。
1966年までは「2B弾」などという一般的な爆竹よりも大きく牛乳ビンを破壊するほどの威力を持つ爆竹も売られていたが、「危険」とされて発売中止になった。

### 法規制
火薬類取締法により都道府県（または市）ごとに条例で定める一定の条件を超える爆竹の消費等には都道府県知事（または市長）の許可を要する。
（無許可消費数量）火薬類取締法施行規則第四十九条
法第二十五条第一項ただし書の規定により許可を受けないで消費することのできる火薬類の用途及び数量は、次の各号によるものとする。
四　信号又は観賞の用に供するために煙火を消費する場合には、同一の消費地において一日につき（中略）
爆竹（点火によつて爆発音を出す筒物を連結したものであつてその本数が三十本以下のものに限る。）であつてその一本が火薬一グラム以下爆薬（爆発音を出すためのものに限る。）〇・一グラム以下の煙火三百個以下又は競技用紙雷管無制限

### 熊除けとしての利用
山林が荒廃した際などに、ツキノワグマやヒグマが人里周辺に出没するケースも度々発生するが、これら人里周辺に下りてきた熊を山奥に戻すために、人里周辺で定期的に爆竹を鳴らすなどの方策をとる自治体も見られる。しかし目の前にいる熊に爆竹を投げても、パニックを誘発させる危険性が指摘されたり、効果が薄いというハイカーの証言も存在しその効果については不透明な部分があるとも指摘されている。
2014年にツキノワグマの出没が460回を超えた岐阜県高山市では、冬眠時期の12月になってもクマの活動が見られたため、同月14日の第47回衆議院議員総選挙に備え、市内約半数の投票所に爆竹が10セットずつ配備された。

## インドにおける爆竹
ヒンドゥー教の新年を祝う祭り、ディーワーリーは光の祭典として位置付けられ、大量の爆竹や花火が用いられ、大都市では大気汚染を悪化させる規模となる。2016年、インドの最高裁判所は、大気汚染に深刻な影響を与えるとしてニューデリーにおける爆竹の販売を禁止する判断を下している。